# ぼくらの社会科ノート
『ぼくらの社会科ノート』（ぼくらのしゃかいかノート）は、NHK教育テレビジョンで1973年4月10日から1982年3月15日まで放送されていた小学校3年生向けの学校放送（教科：社会科）である。

## 概要
小学校3年生は、生活する市町村のくらしをフィールド調査して学習する。当番組は後続番組「たんけんぼくのまち」などと同じく、特定の市町村を舞台に、調査の仕方やまとめ方を例示する。オープニング曲はチェリッシュが歌っている（柴田洋次郎作詞・金子堅治郎作曲）。

## 放送時間
いずれも日本標準時、別の時間帯での再放送あり。
| 期間                          | 放送時間                                                                         |
| ----------------------------- | -------------------------------------------------------------------------------- |
| 1973年4月10日 - 1980年3月18日 | 火曜日 13:20 - 13:40                                                             |
| 1980年4月14日 - 1982年3月15日 | 月曜日 13:35 - 13:50 移動とともに放送枠が5分縮小。新作の放送は1982年3月8日まで。 |

## 出演者
- 三亜節朗
- 木下久子
- 加賀谷純一
- 飯島洋子
- 針谷雄平
- 坂本真澄

足利篇
- じゅんぺい兄さん - 山口純平[4]

銚子篇
- おじさん - 加藤精三[5]
- まり - 三好由里子[5]
- たかし - 押切昭彦[5]
- ともこ - 立川香織[5]
- おにいさん - 市東昭秀[5]
- おねえさん - 土屋美穂子[5]

沼津篇
- おじさん - 加藤精三
- おねえさん - 古田千鶴
- ひろし - 杉元直樹
- みどり - 川添智美

## 放送日程
NHKアーカイブスの「NHKクロニクル」による番組表をもとに、ロケ地ごとに放送日程を示す。

### 1973年度（成田篇）の放送日程
初年度は、新東京国際空港（現・成田国際空港）の開港を控え、首都圏の衛星都市として発展中でありながら、成田山新勝寺の門前町という伝統も併せ持つ千葉県成田市を舞台とした。前半に成田市の現在の土地利用・産業・生活などに関するフィールドワークを行い、2学期中に身近な生活に関わる地方行政の活動、3学期を中心に郷土史を調べる活動を紹介する。夏休み・冬休み・春休み前に視聴者のフィールドワークを紹介する「おたよりありがとう」の回を放送することに先鞭をつけた。
| 放送日   | タイトル                            |
| -------- | ----------------------------------- |
| 4月10日  | 成田からこんにちは                  |
| 4月24日  | ヘリコプターにのって                |
| 5月1日   | 門前町・成田1                       |
| 5月8日   | 門前町・成田2                       |
| 5月15日  | 新東京国際空港1                     |
| 5月22日  | 新東京国際空港2                     |
| 5月29日  | 成田ニュータウン1                   |
| 6月5日   | 成田ニュータウン2                   |
| 6月12日  | 成田の農業1                         |
| 6月19日  | 成田の農業2                         |
| 6月26日  | 成田の農業3                         |
| 7月3日   | 変わる成田の町                      |
| 9月4日   | 開港しない新国際空港                |
| 9月11日  | 通きんラッシュ                      |
| 9月18日  | 空港と農家1                         |
| 9月25日  | 空港と農家2                         |
| 10月2日  | 市民のくらしと市役所1 上下水道      |
| 10月9日  | 市民のくらしと市役所2 ごみ          |
| 10月16日 | 市民のくらしと市役所3 福祉対策      |
| 10月23日 | 市民のくらしと市役所4 税金          |
| 10月30日 | 市民のくらしと市役所5 学校建設      |
| 11月6日  | 市民のくらしと市役所6 市議会        |
| 11月13日 | 市民のくらしと市役所7 道路建設      |
| 11月20日 | 市民のくらしと市役所8 公害          |
| 11月27日 | 市民のくらしと市役所9 住民運動      |
| 12月4日  | 市民のくらしと市役所10 広報誌なりた |
| 12月11日 | 野毛平工業団地                      |
| 12月18日 | おたよりありがとう                  |
| 1月8日   | 300万人のおまいり客                 |
| 1月22日  | 洪水と農業1                         |
| 1月29日  | 洪水と農業2                         |
| 2月5日   | 下総御料牧場                        |
| 2月12日  | 下総台地開拓史1                     |
| 2月19日  | 下総台地開拓史2                     |
| 2月26日  | 下総台地開拓史3                     |
| 3月5日   | これからの成田                      |
| 3月12日  | おたよりありがとう                  |

### 1974年度（清水篇）の放送日程
2年目からは静岡県清水市（現・静岡市清水区）に舞台を移した。全体の流れは成田篇と大差ないが、内陸の成田と違い、国際拠点港湾である清水港を擁することから、工業・水産業に関する話題が多い。清水篇は出演者が毎年交代し、ストーリーを変更しながら3年間にわたり毎年新録で放送された。夏休み明けにフィールドワークの自由研究例として「夏休み日記」の回を放送することが恒例となった。
| 放送日   | タイトル                  |
| -------- | ------------------------- |
| 4月9日   | みなさんこんにちは        |
| 4月23日  | ぼくらの清水市1           |
| 4月30日  | ぼくらの清水市2           |
| 5月7日   | 清水の漁業                |
| 5月14日  | 港と工場 かんづめ工場     |
| 5月21日  | 港と工場 貿易港           |
| 5月28日  | 港と工場 大きな工場       |
| 6月4日   | 清水の農業 いちご         |
| 6月11日  | 清水の農業 やさい         |
| 6月18日  | 清水の農業 お茶           |
| 6月25日  | 商店街                    |
| 7月2日   | ひろがる住宅団地          |
| 7月9日   | おたよりありがとう        |
| 9月3日   | 夏休み日記                |
| 9月17日  | ただいま24万人            |
| 9月24日  | ぼくらの学校              |
| 10月1日  | 上水道                    |
| 10月8日  | 下水道                    |
| 10月15日 | ふえるごみ                |
| 10月22日 | 走るけんしん車            |
| 10月29日 | ひとりぐらしのおばあさん  |
| 11月5日  | 公害けいほう              |
| 11月12日 | 海の公園                  |
| 11月19日 | のびる道路                |
| 11月26日 | 交通安全                  |
| 12月3日  | こちら119番               |
| 12月10日 | 人の声・町の声            |
| 12月17日 | おたよりありがとう        |
| 1月10日  | 農業のうつりかわり みかん |
| 1月21日  | 農業のうつりかわり お茶   |
| 1月28日  | 港のうつりかわり1         |
| 2月4日   | 港のうつりかわり2         |
| 2月18日  | 漁業のうつりかわり        |
| 2月25日  | 砂浜のビニールハウス      |
| 3月4日   | これからの清水市          |
| 3月11日  | おたよりありがとう        |

### 1977年度（足利篇）の放送日程
続いて栃木県足利市に舞台を移した。この年に文部省は2年後の昭和55年度に施行する学習指導要領を告示し、2年間の試行期間に入った。これまで2学期に学習してきた「地方行政の活動と暮らしの整備」に関する単元を4年生に完全移行し、代わりに4年生で一括学習していた「暮らしている都道府県」の単元の中から、特色ある市町村をピックアップして自分の市町村と比較する単元が新設された。足利篇は移行期間中の2年間放送され、成田篇・清水篇の流れを踏襲しつつも、序盤にフィールドワーク入門となる活動を紹介し、商業単元を重点的に放送した。
| 放送日   | タイトル                   |
| -------- | -------------------------- |
| 4月8日   | 3年生あつまれ              |
| 4月19日  | 学校にかよう道             |
| 4月26日  | 絵地図を作ろう             |
| 5月10日  | いろいろな店               |
| 5月17日  | 朝の市場                   |
| 5月24日  | おりものの町1              |
| 5月31日  | おりものの町2              |
| 6月7日   | いろいろな工場             |
| 6月14日  | 山のくらし                 |
| 6月21日  | 田んぼの中のビニールハウス |
| 6月28日  | 田植え                     |
| 7月5日   | 広がる住宅                 |
| 7月12日  | おたよりありがとう         |
| 9月2日   | 夏休み日記                 |
| 9月13日  | ただいま16万人             |
| 9月20日  | ぼくらの学校               |
| 10月4日  | 上水道                     |
| 10月11日 | 下水道                     |
| 10月18日 | ふえるごみ                 |
| 10月25日 | よごれる町                 |
| 11月1日  | 大水をふせぐ               |
| 11月8日  | こちら119番                |
| 11月15日 | いどうけんしん車           |
| 11月22日 | ひとりぐらしのおばあさん   |
| 11月29日 | 広い道・せまい道           |
| 12月6日  | みんなの広場               |
| 12月13日 | おたよりありがとう         |
| 1月10日  | 祭のうつりかわり           |
| 1月24日  | 学校のうつりかわり         |
| 1月31日  | 農業のうつりかわり         |
| 2月7日   | 工業のうつりかわり         |
| 2月14日  | 川のうつりかわり           |
| 2月21日  | 道路のうつりかわり         |
| 2月28日  | 鉄道のうつりかわり         |
| 3月7日   | 町のうつりかわり           |
| 3月14日  | おたよりありがとう         |

### 1979年度（銚子篇）の放送日程
続いて成田篇の舞台であった千葉県に戻り、銚子市を取り上げた。学習指導要領が完全実施される1980年度より、教育テレビの学校放送は5分短縮して15分番組となるため、2年目は設定を同じくしながらも新録となっている。2学期ぶんの差し替えは1年目に完了しており、銚子と比較する市町村として千葉市・佐原市・成田市・和田町などが紹介された。新学期当初は先立って差し替えを実施していた足利篇と同様にフィールドワーク入門となり、さらに強化されている。
舞台は銚子市の商店街にある設定の有線放送の「かもめ放送局」。
| 放送日   | タイトル             |
| -------- | -------------------- |
| 4月10日  | 3年生あつまれ        |
| 4月24日  | 学校にかよう道1      |
| 5月1日   | 学校にかよう道2      |
| 5月8日   | 見学バス出発         |
| 5月15日  | 絵地図をつくろう     |
| 5月22日  | ヘリコプターにのって |
| 5月29日  | ぼくらの銚子市       |
| 6月5日   | さかなの町           |
| 6月12日  | キャベツの丘         |
| 6月19日  | 田植え               |
| 6月26日  | いろいろな工場1      |
| 7月3日   | いろいろな工場2      |
| 7月10日  | おたよりありがとう   |
| 9月4日   | 夏まつり             |
| 9月11日  | ようこそ銚子へ       |
| 9月18日  | 朝の市場             |
| 9月25日  | 大きな店小さな店     |
| 10月2日  | にぎわう商店街       |
| 10月9日  | 市民オーケストラ     |
| 10月16日 | 交通ゲーム           |
| 10月23日 | 大都会の1日          |
| 10月30日 | 川沿いの町           |
| 11月6日  | 花づくりの町         |
| 11月13日 | 山の牧場             |
| 11月20日 | 飛行場のある町       |
| 12月4日  | ぼくらの千葉県       |
| 12月11日 | おたよりありがとう   |
| 1月8日   | 古いものしらべ       |
| 1月22日  | 港のうつりかわり     |
| 1月29日  | 漁業のうつりかわり   |
| 2月5日   | 工業のうつりかわり   |
| 2月12日  | 農業のうつりかわり   |
| 2月19日  | 川のうつりかわり     |
| 2月26日  | 鉄道のうつりかわり   |
| 3月4日   | 新しい町づくり       |
| 3月11日  | おたよりありがとう   |

### 1981年度（沼津篇）の放送日程
最終年度となった1981年度は、かつての成田篇→清水篇と同じく、千葉県から静岡県に移り、沼津市を取り上げた。銚子篇の流れを踏襲しつつも、より規模の大きい都市の利を生かし、産業・地勢の紹介も幅広く網羅している。フィールドワーク入門を多めに取り、郷土史学習も身近な古民具から関心を広げていく構成で、さらにまとめに年表を紹介するなど、活動紹介がより充実している。
舞台は沼津市にある設定の「写真店ぬまづ」。
脚本は山崎あきらが担当。
| 放送日   | タイトル               |
| -------- | ---------------------- |
| 4月6日   | 香貫山にのぼって       |
| 4月20日  | 学校までの道           |
| 4月27日  | 絵地図をかこう         |
| 5月7日   | おじさんの車にのって   |
| 5月18日  | 空からこんにちは       |
| 5月25日  | ぼくらの沼津市         |
| 6月1日   | みどりの茶畑           |
| 6月8日   | さかなの町             |
| 6月15日  | ひもの工場             |
| 6月22日  | 田植えのころ           |
| 6月29日  | 電線工場               |
| 7月6日   | おたよりありがとう     |
| 8月31日  | ひろし君の夏休み日記   |
| 9月14日  | 魚市場の朝             |
| 9月21日  | 野菜はどこから         |
| 9月28日  | 家の近くの店           |
| 10月7日  | にぎわう商店街         |
| 10月12日 | 商店街のくふう         |
| 10月19日 | みかんはどこへ         |
| 10月26日 | 山あいの町             |
| 11月2日  | ヤシのはえている島     |
| 11月9日  | 外国船のつく港         |
| 11月16日 | 高原の牧場             |
| 11月30日 | 林業の町               |
| 12月7日  | ぼくらの静岡県         |
| 12月14日 | おたよりありがとう     |
| 1月11日  | おじいさんの卒業写真   |
| 1月18日  | せんたく板発見         |
| 1月25日  | 汽笛がなった日         |
| 2月1日   | おばあさんの茶つみかご |
| 2月8日   | 放水路ができて         |
| 2月15日  | のびる高速道路         |
| 2月22日  | 絵年表をつくろう       |
| 3月1日   | すみよい町づくり       |
| 3月8日   | おたよりありがとう     |

## スタッフ
- 脚本 - 山崎あきら
- 音楽 - 金子堅治郎

## 番組の現存状況
NHKアーカイブスには、視聴者提供の1979・80年度版（銚子市篇）やDVD「懐かしの教育テレビテーマソング集」にオープニングを収録した81年度版（沼津市篇）の一部が所蔵されている。